# 운학신호장
운학신호장(Unhak station, 雲鶴信號場)은 충청북도 제천시 백운면 운학리에 위치한 중앙선의 신호장이다.
서원주역~제천역 구간 복선 전철화 사업에 따라 신설되었다.

## 역사
- 2020년 11월 12일: 신설 고시[1]
- 2021년 1월 5일: 서원주~봉양 간 운행선 변경